# Penny Jamieson
Pour les articles homonymes, voir Jamieson.
Penelope Ann Bansall Jamieson, née Allen le 21 juin 1942 à Chalfont St Giles, au Royaume-Uni, est une ecclésiastique anglicane néo-zélandaise. Elle est évêque de Dunedin pour le diocèse anglican de la province d'Aotearoa, Nouvelle-Zélande et Polynésie de 1989 jusqu'à sa retraite en 2004. 

## Biographie
Jamieson fréquente la grammar school de Wycombe High School et étudie la linguistique à l'université d'Édimbourg, avant de déménager en Nouvelle-Zélande, le pays d'origine de son mari. Elle travaille à la Wellington Inner City Mission tout en complétant sa thèse de doctorat à l'université Victoria de Wellington.
Elle est ordonnée diacre en 1982 et prêtre en 1983 et tient le rôle de vicaire adjointe de l'église Saint James dans la ville de Lower Hutt de 1982 à 1985. En 1985, elle devient ensuite vicaire de Karori West et Mākara dans le diocèse de Wellington.
En 1990, elle est élue à la tête du diocèse de Dunedin. Elle est consacrée évêque le 29 juin 1990. Jamieson est la deuxième femme au monde à occuper le poste d'évêque dans la Communion anglicane, après Barbara Harris, et la première à être élue évêque diocésaine,. Elle est défiée par les structures de pouvoir d'une institution à prédominance masculine et a parlé publiquement des difficultés d'être la première femme évêque diocésaine du monde. Par exemple, l'évêque anglican d'Aotearoa, Whakahuihui Vercoe (en), et l'évêque catholique de Dunedin Leonard Boyle (en)  ne participèrent pas à sa cérémonie de consécration épiscopale. Le 15 mars 2004, elle annonce sa retraite après quatorze ans passés à la tête de l'évêché de Dunedin. Jamieson exprime alors son regret qu'aucune autre femme n'ait été élue évêque en Nouvelle-Zélande.

## Vie personnelle
Elle est mariée à Ian Jamieson.
À l'occasion de l'anniversaire de la reine d'Angleterre en 2004, Jamieson est nommée compagnonne distinguée de l'ordre du mérite néo-zélandais. En 2009, à la suite de la réinstauration des titres de « Sir » et « Dame » (abolis en 1999) par le gouvernement néo-zélandais, elle refuse de porter le titre de Dame compagnonne.

## Publications
- (en) Jamieson P.A.B, Living at the Edge: sacrament and solidarity in leadership, Mowbray, P.A.B London, 1997 (ISBN 0-264-67439-1)